# Atherigona decempilosa
Atherigona decempilosa är en tvåvingeart som beskrevs av Dike 1987. Atherigona decempilosa ingår i släktet Atherigona och familjen husflugor. Inga underarter finns listade i Catalogue of Life.